# Bojanala Platinum
Bojanala Platinum – dystrykt w Republice Południowej Afryki, w Prowincji Północno-Zachodniej. Siedzibą administracyjną dystryktu jest Rustenburg.
Dystrykt dzieli się na gminy:
- Moretele
- Madibeng
- Rustenburg
- Kgetlengrivier
- Moses Kotane